# ディスコ・マシン
ディスコ・マシン（Disco Machine、1970年1月1日 - ）は、アメリカ合衆国のプロレスラー。ニューヨーク出身。南カリフォルニアに拠点を置くプロレスリング・ゲリラの創設者の1人である。

## 来歴
1998年に南カリフォルニアのレボリューション・プロ（Revolution Pro）でリングデビュー。2001年ごろから活動の場を増やし、XPWやAPW、EPICといったインディー団体に参戦していた。
2003年にエクスカリバー、スーパー・ドラゴン、ジョーイ・ライアン、スコット・ロスト、トップ・ガン・トルウォーの6人で南カリフォルニアに拠点を置くプロレスリング・ゲリラを立ち上げた。
2005年からエクスカリバー、ケビン・スティーン、ロニンと組んでS.B.S.を結成。
2007年にレスリング・ソサエティ・X（Wrestling society X)に参戦、ジョーイ"マグナム"ライアンとタッグを組んでいた。
2012年にフラッシュ・リタイアメンツ（偽りの引退）を宣言、それ以降試合をしてない。レスラーとしての活動はしていないが、本当の意味で引退はしていない。

## 得意技
ブギ・ウギ・バックブリーカー / チョーク・ボム / ディスコ・ボム
チョークスラムで持ち上げた相手をマットではなく自分の膝に叩き付けるチョークスラムとバックブリーカーの複合技。
TV-14・エルボー・ドロップ
相手を飛び越えて往復したあとディスコを踊ってからのエルボー・ドロップ。
グローリー・ロール
相手に肩車のように飛びつきそのまま丸め込むフォール技。
- 高速低空パワースラム
- クロスアーム式ドリル・ア・ホール・パイルドライバー
- トルネードDDT

## 獲得タイトル
NTW Pro Wrestling
- NTWクルーザー級王座 : 1回

NWA Pro Wrestling
- NWAプロ・ロサンゼルス・ライトヘビー王座 : 1回

Revolution Pro Wrestling
- メキシカン・ルチャ・リブレ王座 : 1回

Vendetta Pro Wrestling
- Vendetta Pro トリ・フォース王座 : 1回

Adrenaline Unleashed
- Adrenaline Unleashedラスベガス王座 : 1回